# لبنیاتی

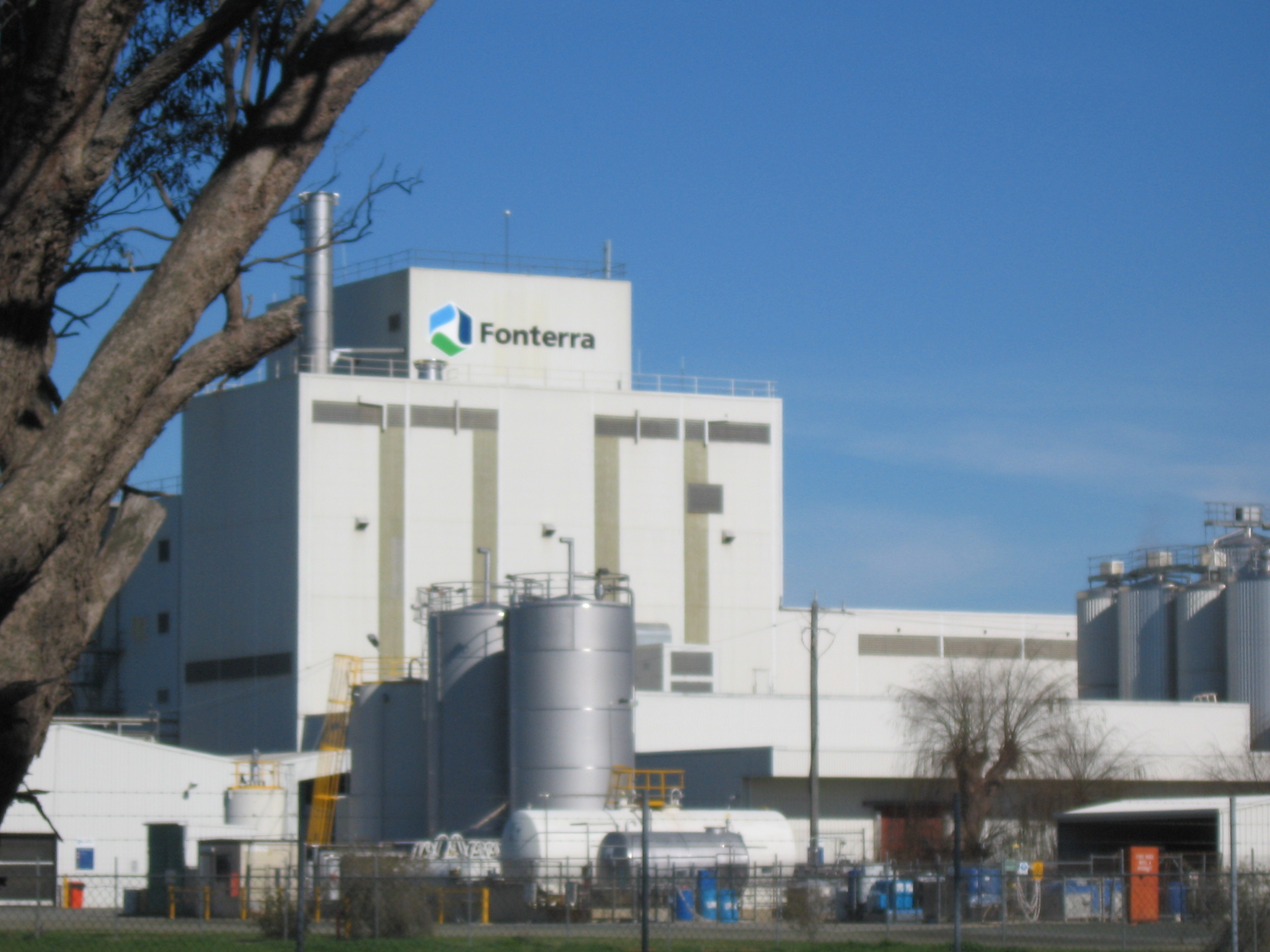
یک کارخانه لبنیات در استرالیا

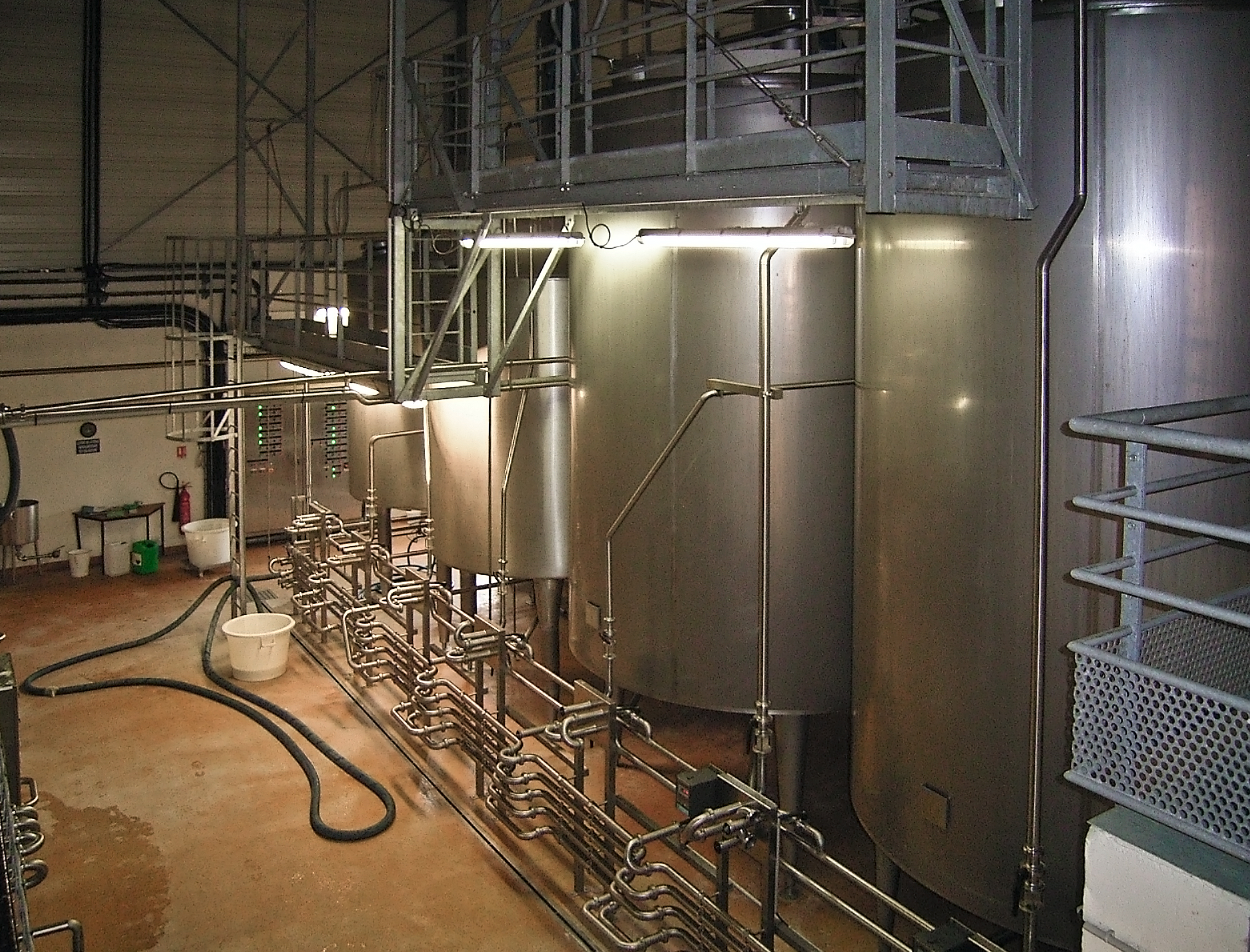
کارگاه تولید پنیر در فرانسه

لبنیاتی یا شیرفروشی به شغلی گفته می‌شود که از شیر دام‌ها برای تولید لبنیات مانند شیر پاستوریزه شده، پنیر، ماست و خامه استفاده می‌شود.

## دام‌های مورد استفاده
معمولاً از شیر گاو، گوسفند، گاومیش، بز و شتر برای تولید لبنیات استفاده می‌شود.